# Compilador de compilador
Um  compilador de compilador (também conhecido como gerador de compilador, gerador de analisador sintático ou ainda gerador de parser) é um algoritmo, um componente de software ou um programa de computador que gera o código fonte de um analisador sintático, interpretador ou compilador de uma linguagem de programação. Na maioria dos casos ele é alimentado com a descrição sintática e semântica da linguagem independente de arquitetura, junto com uma uma descrição do conjunto de instruções da arquitetura independente de linguagem de programação.

## Variantes
O primeiro e ainda mais comum tipo de compilador de compilador é o gerador de analisador sintático, cuja entrada é uma gramática formal da linguagem, geralmente no formalismo de Backus-Naur. Um gerador típico associa código executável com cada uma das regras da gramática que deve ser executado sempre que sua respectiva regra é aplicada no analisador sintático. Esses pedaços de código são chamadas rotinas de ação semântica já que definem a semântica da estrutura sintática que é analisada.

## Exemplos
- yacc
- GNU bison
- JavaCC